# Corentin Martins
Corentin Martins da Silva (Brest, Francia, 11 de julio de 1969) es un exfutbolista y entrenador francés de ascendencia portuguesa. Actualmente dirige a la selección de Madagascar.

## Carrera como jugador
En su etapa como futbolista, se desempeñaba como centrocampista o mediapunta. Debutó como profesional en 1987, siendo jugador del Stade Brestois 29, el equipo de su ciudad. Desarrolló casi toda su carrera como jugador en Francia, aunque tuvo un breve paso por España con el Deportivo de La Coruña. Finalmente, se retiró en las filas del Clermont Foot en 2005.

## Carrera como entrenador
Posteriormente, tras colgar las botas, se convirtió en técnico. Fue entrenador interino del Stade Brestois 29 en tres ocasiones.
En 2007, se convirtió en director deportivo del Brest. Entre abril y mayo de 2012, dirigió al Brest de forma interina durante los últimos 5 encuentros de la Ligue 1 y logró la permanencia.
En abril de 2013, el Brest volvió a confiar en él para hacerse cargo del equipo tras la destitución de Landry Chauvin, pero esta vez no consiguió el "milagro" de la salvación.
En octubre de 2014, firmó como nuevo seleccionador de Mauritania. En 2018, consiguió clasificar a este equipo para la Copa de África por primera vez en su historia, por lo que renovó su contrato con la Federación. Terminó su etapa como seleccionador de Mauritania en octubre de 2021, después de 7 años en el cargo.
El 11 de abril de 2022, Martins reemplazó a Javier Clemente al frente de otra nación africana, Libia. No obstante, el 22 de enero de 2023 dejó su cargo de mutuo acuerdo con la Federación Libia de Fútbol tras haber quedado eliminado en el Campeonato Africano de Naciones.
En septiembre de 2023, fue confirmado como nuevo entrenador del Paradou AC.El 31 de marzo de 2024, dejó su cargo de común acuerdo con la directiva del club.
El 16 de julio de 2024, asumió al frente del CR Belouizdad.El 15 de octubre del mismo año, fue despedido de su cargo después de una sorpresiva derrota ante el MC El Bayadh.
En enero de 2025, fue oficializado como técnico de la selección de Madagascar.

## Clubes

### Como jugador
| Club                 | País    | Año         |
| -------------------- | ------- | ----------- |
| Stade Brestois 29    | Francia | 1987 - 1991 |
| AJ Auxerre           | Francia | 1991 - 1996 |
| RC Deportivo         | España  | 1996 - 1997 |
| RC Strasbourg        | Francia | 1998 - 1999 |
| Girondins de Burdeos | Francia | 1999 - 2000 |
| RC Strasbourg        | Francia | 2000 - 2004 |
| Clermont Foot        | Francia | 2004 - 2005 |

### Como entrenador
| Club                    | País       | Año           |
| ----------------------- | ---------- | ------------- |
| Quimper Cornouaille FC  | Francia    | 2006-2007     |
| Stade Brestois 29       | Francia    | 2008          |
| Stade Brestois 29       | Francia    | 2012          |
| Stade Brestois 29       | Francia    | 2013          |
| Selección de Mauritania | Mauritania | 2014-2021     |
| Selección de Libia      | Libia      | 2022-2023     |
| Paradou AC              | Argelia    | 2023-2024     |
| CR Belouizdad           | Argelia    | 2024          |
| Selección de Madagascar | Madagascar | 2025-presente |

## Palmarés

### Como jugador

#### Campeonatos nacionales
| Título          | Club          | País    | Año     |
| --------------- | ------------- | ------- | ------- |
| Copa de Francia | AJ Auxerre    | Francia | 1993-94 |
| Ligue 1         | AJ Auxerre    | Francia | 1995-96 |
| Copa de Francia | AJ Auxerre    | Francia | 1995-96 |
| Copa de Francia | RC Strasbourg | Francia | 2000-01 |